# Hattenville

Hattenville este o comună în departamentul Seine-Maritime, Franța. În 1 ianuarie 2022 avea o populație de 707 de locuitori.